# Церковь Преполовения Пятидесятницы (Псков)
Церковь Преполовения Пятидесятницы на Спасском подворье — православный храм во Пскове. Памятник истории и культуры федерального значения. Находится в Окольном городе на Детской (Спасской) улице, дом 3.
Освящён в честь праздника Преполовения Пятидесятницы (дня Святой Троицы), отмечаемого на 25 день по Пасхе.

## Описание

### Размеры
Габариты 23 метра на 10 метров.

## История
В летописях церковь на этом месте впервые упоминается в январе 1468 года, когда приехавший из Новгорода архиепископ Иона «призвал в Пустынский двор посадников Пскова и священство». В книге «Прошлое города Пскова» Владимира Гедимина указано, что церковь построена в 1494 году на подворье Великопустынского монастыря.
В 1766 году в церковь был перенесён из Великопустынского монастыря в Рожницкой засаде «образ локотной в киоте». После упразднения Великопустынского монастыря в XVIII веке служила подворьем Спасо-Елеазаровского монастыря. В то время в церковном подвале находился колодец с чистой водой.
В августе 1820 года архимандрит Зосима рапортовал архиепископу Евгению, что в церкви «становится опасно совершать служение». В это же время архитектор Франц Ябс сделал заключение, что церковь «…довольно прочна, для безопасности следует сломать своды в церкви и алтаре равно переднюю каменную главу а вместо сводов сделать деревянные накаты оштукатурить и выбелить не трогая кровли».
В 1822 году была снята часть кровли и сломаны своды. После этого на средней поперечной стене, над царскими вратами, и над северной и южной дверями с обеих сторон, оказались немалые трещины ниже и выше сводов, отчего стена была сломана и возведена вновь.
В 1867 году над папертью храма на месте древней звонницы на столбах была возведена каменная шатровая колокольня.
Церковь была закрыта до начала Великой Отечественной войны. Во время войны немцы использовали церковь в качестве гаража, для чего с южной стороны храма были прорублены широкие ворота.
В 1960 году в апсиде церкви была размещена кузница, а в четверике с пристроенным тамбуром — гараж со смотровой ямой и тепляком. Трапезная играла роль административного помещения, а в обстроенном крыльце находилась кладовая.
В 1995 году церковь возвращена Русской православной церкви и приписана к Троицкому собору. Восстановление церкви началось летом 2006 года. Первое богослужение, на котором присутствовала заместитель председателя Государственной думы Любовь Слиска, состоялось 5 января 2007 года.
В настоящее время церковь является подворьем Спасо-Елеазаровского монастыря.